# Taisó Tripitaka
A Taisó Tripitaka (kínai: 大正新脩大藏經, pinjin: Ta-cseng Hszinj-hsziu Tá-csang-csing; japán: Taisó Sinsú Daizókjó) a kínai buddhista kánon végleges változata, amelyben helyet kaptak a 20. századi tudósok által használt japán szövegmagyarázatok is. Szerkesztője Takakuszu Dzsundzsiro és kollégái voltak.
A Taisó Tripitakában szereplő szútrák közül többnek is létezik magyar nyelvű fordítása, amelyek szabadon hozzáférhetők az interneten.
Az 1–től 85-ig tartó kötetek jelentik az irodalmi részt, amelyek közül az 56-tól a 84-ig hagyományos kínai karakterekkel írt japán buddhista szövegek szerepelnek. A 86–tól a 97-ig szereplő kötetek buddhizmussal kapcsolatos rajzok, főleg buddhákról és bodhiszattvákról. A 98., 99. és 100. kötetek különböző indexű japán buddhista szövegeket tartalmaznak. A 85 kötetnyi irodalmi rész 5320 különálló szöveget tartalmaz a következők szerint:
| Kötet    | Sorszám   | Cím             | Kínai                 | Japán                 | Szanszkrit           | Leírás                                                                   |
| T01–02   | 1–151     | 阿含部          | Āhán bù               | Agon-bu               | Ágama                | Ágamák                                                                   |
| T03–04   | 152–219   | 本緣部          | Běnyuán bù            | Hon'en-bu             | Dzsátaka             | Születéstörténetek                                                       |
| T05–08   | 220–261   | 般若部          | Bōrě bù               | Hannja-bu             | Pradzsnyápáramitá    | A bölcsesség tökéletessége                                               |
| T09a     | 262–277   | 法華部          | Fǎhuá bù              | Hokke-bu              | Szaddharma Pundaríka | A Lótusz szútra                                                          |
| T09b–10  | 278–309   | 華嚴部          | Huáyán bù             | Kegon-bu              | Avatamszaka          | Virágkoszorú                                                             |
| T11–12a  | 310–373   | 寶積部          | Bǎojī bù              | Hósaku-bu             | Ratnakúta            | Ékszer hegycsúcs                                                         |
| T12b     | 374–396   | 涅槃部          | Nièpán bù             | Nehan-bu              | Nirvána              | a parinirvána                                                            |
| T13      | 397–424   | 大集部          | Dàjí bù               | Daisú-bu              | Mahászannipáta       | A Nagy Gyűjtemény                                                        |
| T14–17   | 425–847   | 經集部          | Jīngjí bù             | Kjósú-bu              | Szútraszannipáta     | Válogatott szútrák                                                       |
| T18–21   | 848–1420  | 密教部          | Mìjiào bù             | Mikkjó-bu             | Tantra               | Ezoterikus tanítások                                                     |
| T22–24   | 1421–1504 | 律部            | Lǜ bù                 | Ricu-bu               | Vinaja               | Egyházi magaviselet                                                      |
| T25–26a  | 1505–1535 | 釋經論部        | Shìjīnglùn bù         | Sakukjóron-bu         | Sūtravyākaraṇa       | Szútramagyarázatok                                                       |
| T26b–29  | 1536–1563 | 毗曇部          | Pítán bù              | Bidon-bu              | Abhidharma           | Módszeres elemzések                                                      |
| T30a     | 1564–1578 | 中觀部類        | Zhōngguān bùlèi       | Csúgan-burui          | Madhjamaka           | Madhjamaka szövegek                                                      |
| T30b–31  | 1579–1627 | 瑜伽部類        | Yújiā bùlèi           | Juga-burui            | Jógácsára            | Jógácsára szövegek                                                       |
| T32      | 1628–1692 | 論集部          | Lùnjí bù              | Ronsú-bu              | Sásztra              | Tanulmányok                                                              |
| T33–39   | 1693–1803 | 經疏部          | Jīngshū bù            | Kjóso-bu              | Szútravibhása        | Szútra magyarázatok                                                      |
| T40a     | 1804–1815 | 律疏部          | Lǜshū bù              | Risso-bu              | Vinajavibhása        | Vinaja magyarázatok                                                      |
| T40b–44a | 1816–1850 | 論疏部          | Lùnshū bù             | Ronso-bu              | Sásztravibhása       | Sásztra magyarázatok (al-magyarázatok)                                   |
| T44b–48  | 1851–2025 | 諸宗部          | Zhūzōng bù            | Sosú-bu               | Szarvaszamaja        | Szekta tanítások (Nicsiren stb.)                                         |
| T49–52   | 2026–2120 | 史傳部          | Shǐchuán bù           | Siden-bu              |                      | Történelmi beszámolók                                                    |
| T53–54a  | 2121–2136 | 事彙部          | Shìhuì bù             | Dzsii-bu              |                      | Enciklopédia                                                             |
| T54b     | 2137–2144 | 外教部          | Wàijiào bù            | Gekjó-bu              |                      | Nem buddhista szövegek (hinduizmus,, manicheizmus, nesztorianizmus stb.) |
| T55      | 2145–2184 | 目錄部          | Mùlù bù               | Mokuroku-bu           |                      | Katalógusok                                                              |
| T56–83   | 2185–2700 | 續經疏部        | Xùjīngshū bù          | Zokukjóso-bu          |                      | További szútramagyarázatok (jelentős japán al-magyarázatok)              |
| T84      | 2701–2731 | 悉曇部          | Xītán bù              | Szittan-bu            | Sziddham             | Sziddham szövegek (ezoterikus írások, amelyeket Kúkai vitt Japánba)      |
| T85a     | 2732–2864 | 古逸部          | Gǔyì bù               | Koicu-bu              |                      | Ősi                                                                      |
| T85b     | 2865–2920 | 疑似部          | Yísì bù               | Gidzsi-bu             |                      | Kétséges                                                                 |
| T86–97   |           | 圖像部          | Túxiàng bù            | Zuzó-bu               |                      | Illusztrációk                                                            |
| 98–100   |           | 昭和法寶總 目錄 | Zhāohé fǎbǎozǒng mùlù | Sóva Hóhó-szó Mokurjo |                      | A hit sóva pajzsa (modern japán al-magyarázatok) Index                   |
|          |           |                 |                       |                       |                      |                                                                          |

## Digitalizálása
A SAT Daizókjó szöveg adatbázis kiadása tartalmazza az első 85 kötetet. A kínai buddhista elektronikus szöveg szövetség (CBETA) kiadása tartalmazza az első 55 kötetet és a 85-iket.
A 86 utáni részeket hagyományos kínai írással írták újkori japán buddhista tudósok.